# Grammy al millor àlbum de pop vocal tradicional
El premi Grammy al millor àlbum de pop vocal tradicional (Grammy Award for Best Traditional Pop Vocal Album) és entregat per The Recording Academy (oficialment, National Academy of Recording Arts and Sciences) dels Estats Units per a "honorar la consecució artística, competència tècnica i excel·lència general en la indústria discogràfica, sense tenir en consideració les vendes d'àlbums ni la posició a les llistes".
El premi s'entrega cada any des del 1992, tot i que ha tingut dos canvis de nom al llarg de la seva història. El 1992 se'l coneixia com va rebre el premi com Best Traditional Pop Performance, entre 1993 i 2000 va ser conegut com a Best Traditional Pop Vocal Performance, i des del 2001 ha estat el Best Traditional Pop Vocal Album. A banda del primer any que es va presentar, el premi ha estat entregat a "àlbums que continguin com a mínim el 51% de temps de reproducció de pistes vocals", amb "tradicional" referit a la "composició, l'estil vocal i l'arranjament instrumental" del cos de música coneguda com el Great American Songbook. Abans del 2001 el Grammy només s'entregava als artistes intèrprets; des d'aleshores, el premi s'ha atorgat als artistes intèrprets, als enginyers de so/mescladors, així com als productors.
Des del 2016 Tony Bennett ostenta el rècord de més premis obtinguts en aquesta categoria, amb tretze (inclòs un juntament amb k.d. lang, un amb Lady Gaga i un altre amb Bill Charlap). Natalie Cole, Michael Bublé i Willie Nelson són els únics altres destinataris a rebre el premi més d'una vegada.

## Guardonats

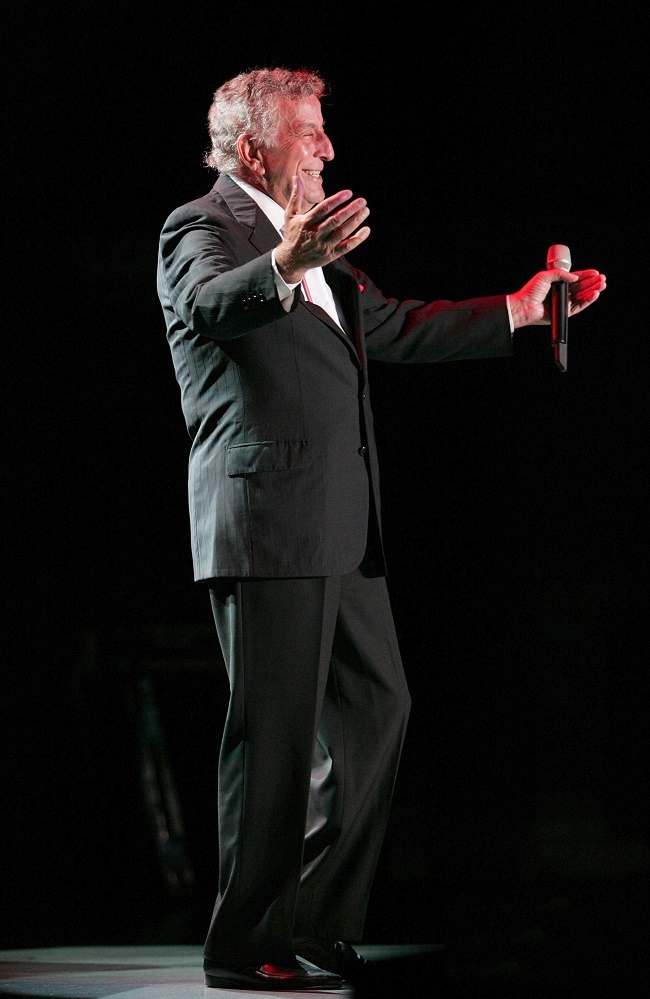
Tony Bennett, tretze vegades guanyador d'aquest Grammy.

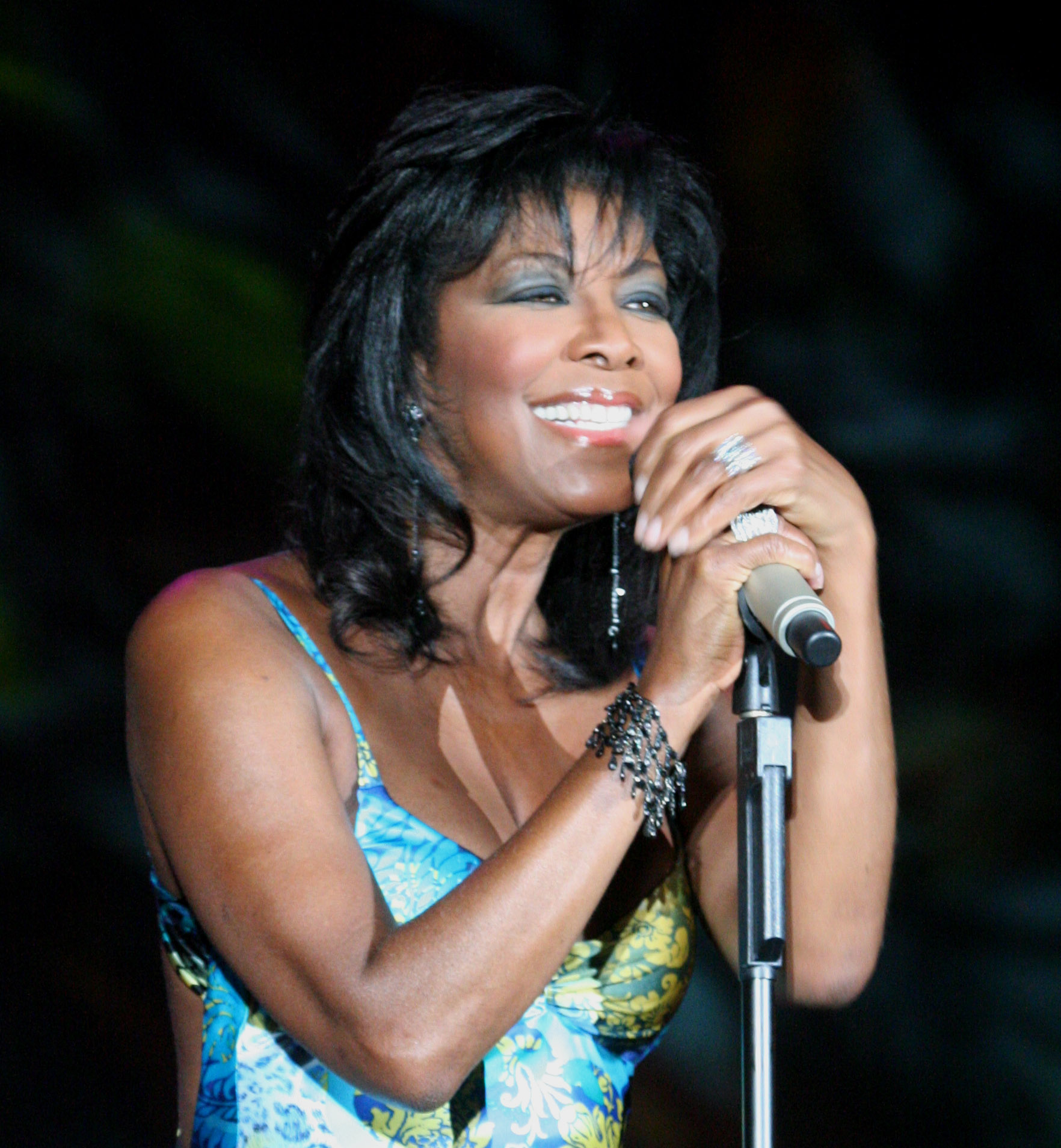
Natalie Cole, guanyadora en dues ocasions: 1992 i 2009.

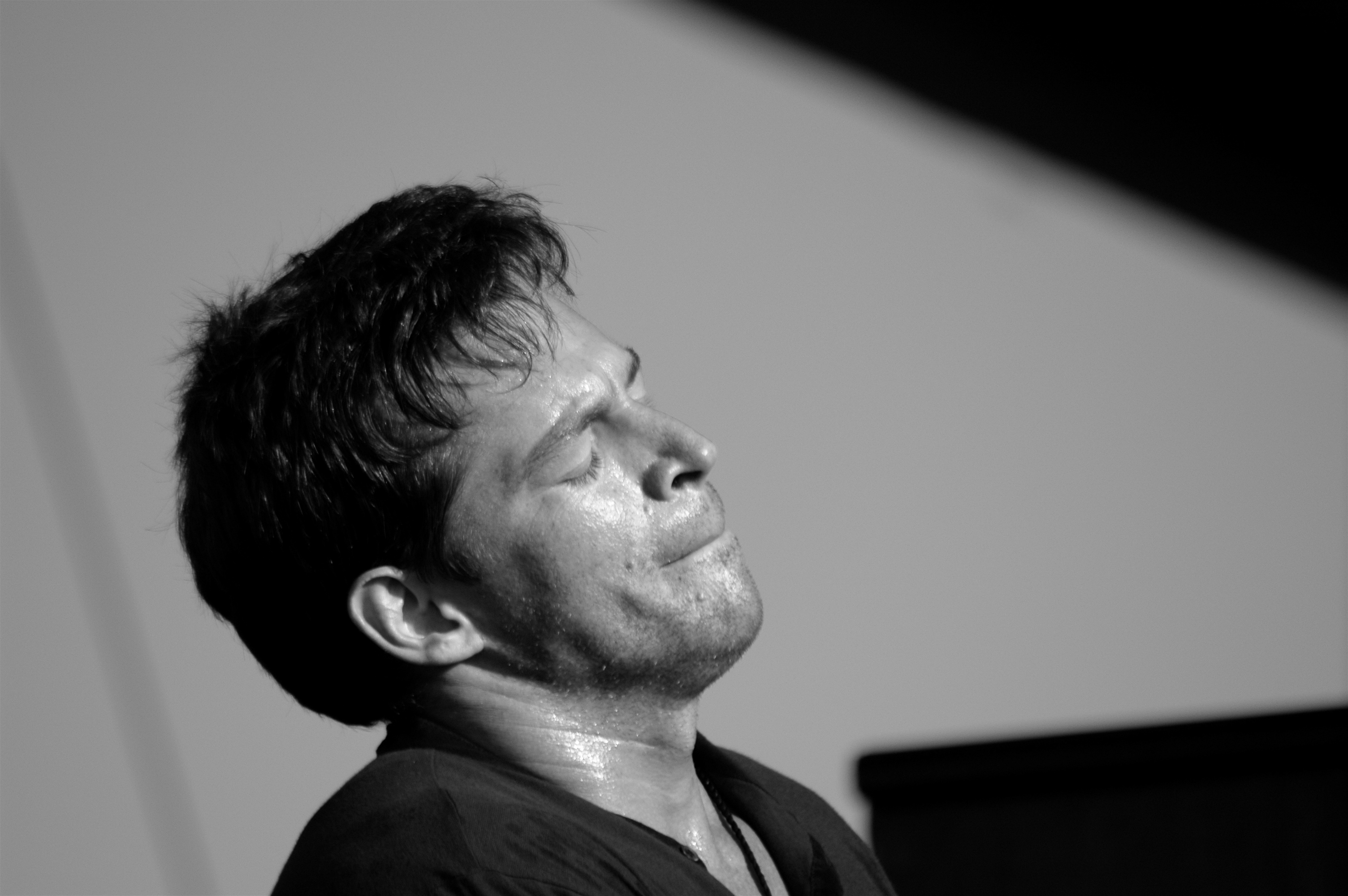
Harry Connick Jr., guanyador del premi el 2002.

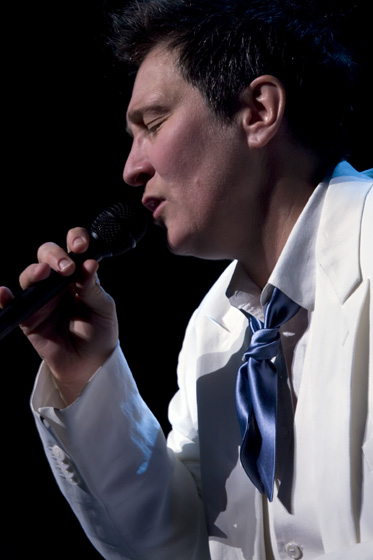
k.d. lang, guanyadora del premi el 2004.

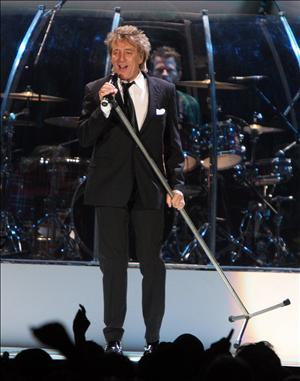
Rod Stewart, guanyador del premi el 2005.

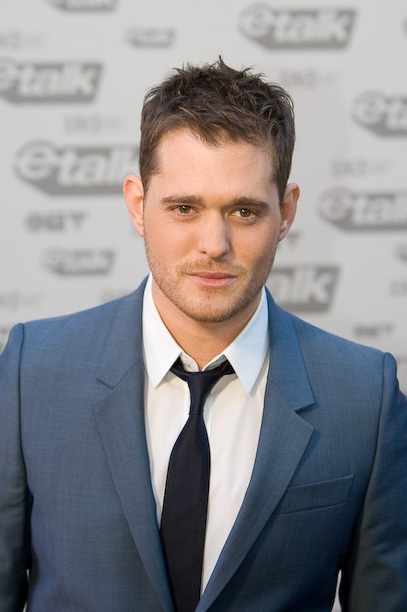
Michael Bublé, guanyador del premi en quatre ocasions.

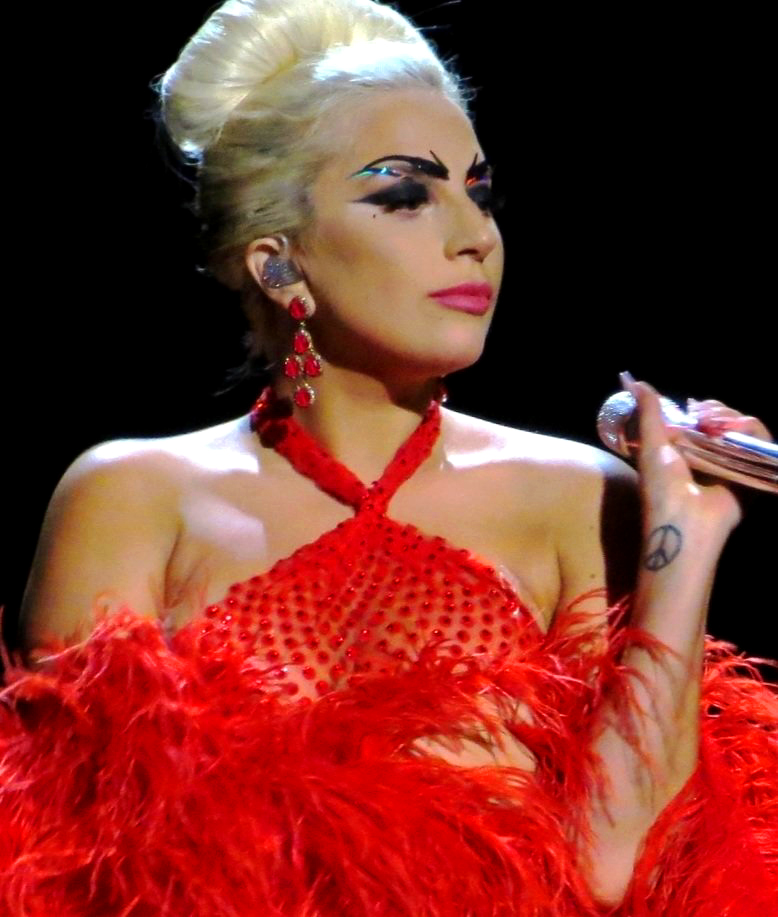
Lady Gaga, guanyadora del premi el 2015.

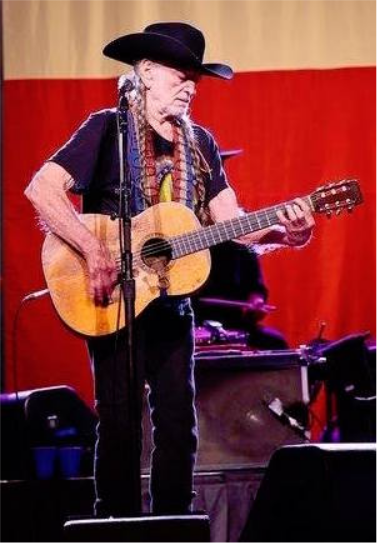
Willie Nelson, guanyador en dues ocasions: 2017 i 2019.

### Dècada del 1990
| Any  | Intèrpret(s)  | Obra                                                | Nominats | Ref.        |
| ---- | ------------- | --------------------------------------------------- | --- | ----------- |
| 1992 | Natalie Cole  | Unforgettable... with Love                          | - Harry Connick Jr. – Blue Light, Red Light - Johnny Mathis – In a Sentimental Mood: Mathis Sings Ellington - Diane Schuur – Pure Schuur - Barbra Streisand – "Warm All Over"                                        | [ 4 ] [ 5 ] |
| 1993 | Tony Bennett  | Perfectly Frank                                     | - Rosemary Clooney – Girl Singer - Michael Feinstein – Michael Feinstein Sings the Jule Styne Songbook - Bobby Short – Late Night at the Cafe Carlyle - Nancy Wilson – With My Lover Beside Me                       | [ 6 ]       |
| 1994 | Tony Bennett  | Steppin' Out                                        | - Rosemary Clooney – Do You Miss New York? - Michael Crawford – A Touch of Music in the Night - Diane Schuur – Love Songs - Barbra Streisand – Back to Broadway                                                      | [ 7 ]       |
| 1995 | Tony Bennett  | MTV Unplugged: Tony Bennett                         | - Roberta Flack – Roberta - Willie Nelson – Moonlight Becomes You - Frank Sinatra – Duets - Barbra Streisand – The Concert                                                                                           | [ 8 ]       |
| 1996 | Frank Sinatra | Duets II                                            | - Julie Andrews – Broadway: The Music of Richard Rodgers - Rosemary Clooney – Demi-Centennial - Eartha Kitt – Back in Business - John Raitt – Broadway Legend                                                        | [ 9 ]       |
| 1997 | Tony Bennett  | Here's to the Ladies                                | - Rosemary Clooney – Dedicated to Nelson - Natalie Cole – Stardust - Liza Minnelli – Gently - Bernadette Peters – I'll Be Your Baby Tonight                                                                          | [ 10 ]      |
| 1998 | Tony Bennett  | Tony Bennett on Holiday                             | - Julie Andrews – Here I'll Stay - Rosemary Clooney – Mothers & Daughters - Bernadette Peters – Sondheim, etc. - Carly Simon – Film Noir                                                                             | [ 11 ]      |
| 1999 | Patti Page    | Live at Carnegie Hall: The 50th Anniversary Concert | - Shirley Bassey – The Birthday Concert - Michael Feinstein – Michael & George: Feinstein Sings Gershwin - Jack Jones – Jack Jones Paints a Tribute to Tony Bennett - Maureen McGovern – The Pleasure of His Company | [ 12 ]      |

### Dècada del 2000
| Any  | Intèrpret(s)             | Obra                                              | Nominats | Ref.   |
| ---- | ------------------------ | ------------------------------------------------- | --- | ------ |
| 2000 | Tony Bennett             | Bennett Sings Ellington: Hot & Cool               | - Harry Connick Jr. – Come by Me - Neil Diamond – The Movie Album: As Time Goes By - Barry Manilow – Manilow Sings Sinatra - Bobby Short – You're the Top: Love Song of Cole Porter                                                                      | [ 13 ] |
| 2001 | Joni Mitchell            | Both Sides Now                                    | - Bryan Ferry – As Time Goes By - Rickie Lee Jones – It's Like This - George Michael – Songs from the Last Century - Barbra Streisand – Timeless: Live in Concert                                                                                        | [ 14 ] |
| 2002 | Harry Connick Jr.        | Songs I Heard                                     | - Betty Buckley – Stars and the Moon: Live at the Donmar - Rosemary Clooney – Sentimental Journey: The Girl Singer and Her New Big Band - Michael Feinstein – Romance on Film, Romance on Broadway - Keely Smith – Keely Sings Sinatra                   | [ 15 ] |
| 2003 | Tony Bennett             | Playin' with My Friends: Bennett Sings the Blues  | - Michael Feinstein – Michael Feinstein with the Israel Philharmonic Orchestra - Bernadette Peters – Bernadette Peters Loves Rodgers & Hammerstein - Rod Stewart – It Had to Be You: The Great American Songbook - Barbra Streisand – Christmas Memories | [ 16 ] |
| 2004 | Tony Bennett i k.d. lang | A Wonderful World                                 | - Rosemary Clooney – The Last Concert - Bette Midler – Bette Midler Sings the Rosemary Clooney Songbook - Rod Stewart – As Time Goes By: The Great American Songbook, Volume II - Barbra Streisand – The Movie Album                                     | [ 17 ] |
| 2005 | Rod Stewart              | Stardust: The Great American Songbook, Volume III | - Harry Connick Jr. – Only You - Barbara Cook – Count Your Blessings - Monica Mancini – Ultimate Mancini - Ronnie Milsap – Just for a Thrill | [ 18 ] |
| 2006 | Tony Bennett             | The Art of Romance                                | - Michael Bublé – It's Time - Johnny Mathis – Isn't It Romantic - Carly Simon – Moonlight Serenade - Rod Stewart – Thanks for the Memory: The Great American Songbook, Volume IV                                                                         | [ 19 ] |
| 2007 | Tony Bennett             | Duets: An American Classic                        | - Michael Bublé – Caught in the Act - Sarah McLachlan – Wintersong - Bette Midler – Bette Midler Sings the Peggy Lee Songbook - Smokey Robinson – Timeless Love                                                                                          | [ 20 ] |
| 2008 | Michael Bublé            | Call Me Irresponsible                             | - Bette Midler – Cool Yule - Queen Latifah – Trav'lin' Light - Barbra Streisand – Live in Concert 2006 - James Taylor – James Taylor at Christmas | [ 21 ] |
| 2009 | Natalie Cole             | Still Unforgettable                               | - Michael Feinstein – The Sinatra Project - Josh Groban – Noël - Barry Manilow – In the Swing of Christmas - Rufus Wainwright – Rufus Does Judy at Carnegie Hall                                                                                         | [ 22 ] |

| Any  | Intèrpret(s)                                       | Obra                                        | Nominats | Ref.   |
| ---- | -------------------------------------------------- | ------------------------------------------- | --- | ------ |
| 2010 | Michael Bublé                                      | Michael Bublé Meets Madison Square Garden   | - Tony Bennett – A Swingin' Christmas - Harry Connick Jr. – Your Songs - Liza Minnelli – Liza's at The Palace.... - Willie Nelson – American Classic                                                                         | [ 23 ] |
| 2011 | Michael Bublé                                      | Crazy Love                                  | - Barry Manilow – The Greatest Love Songs of All Time - Johnny Mathis – Let It Be Me: Mathis in Nashville - Rod Stewart – Fly Me to the Moon... The Great American Songbook Volume V - Barbra Streisand – Love Is the Answer | [ 24 ] |
| 2012 | Tony Bennett                                       | Duets II                                    | - Susan Boyle – The Gift - Harry Connick Jr. – In Concert on Broadway - Seth MacFarlane – Music Is Better Than Words - Barbra Streisand – What Matters Most                                                                  | [ 25 ] |
| 2013 | Paul McCartney                                     | Kisses on the Bottom                        | - Michael Bublé – Christmas - Carole King – A Holiday Carole | [ 26 ] |
| 2014 | Michael Bublé                                      | To Be Loved                                 | - Tony Bennett amb diversos artistes – Viva Duets - Gloria Estefan – The Standards - Cee Lo Green – Cee Lo's Magic Moment - Dionne Warwick – Now                                                                             | [ 27 ] |
| 2015 | Tony Bennett i Lady Gaga                           | Cheek to Cheek                              | - Annie Lennox – Nostalgia - Barry Manilow – Night Songs - Johnny Mathis – Sending You a Little Christmas - Barbra Streisand amb diversos artistes – Partners                                                                | [ 28 ] |
| 2016 | Tony Bennett i Bill Charlap                        | The Silver Lining: The Songs of Jerome Kern | - Bob Dylan – Shadows in the Night - Josh Groban – Stages - Seth MacFarlane – No One Ever Tells You - Barry Manilow amb diversos artistes – My Dream Duets                                                                   | [ 29 ] |
| 2017 | Willie Nelson                                      | Summertime: Willie Nelson Sings Gershwin    | - Andrea Bocelli – Cinem - Bob Dylan – Fallen Angels - Josh Groban – Stages - Barbra Streisand – Encore: Movie Partners Sing Broadway                                                                                        | [ 30 ] |
| 2018 | - (Diversos artistes) - Dae Bennett, productor[II] | Tony Bennett Celebrates 90                  | - Michael Bublé – Nobody but Me - Bob Dylan – Triplicate - Seth MacFarlane – In Full Swing - Sarah McLachlan – Wonderland | [ 31 ] |
| 2019 | Willie Nelson                                      | My Way                                      | - Tony Bennett & Diana Krall – Love Is Here to Stay - Gregory Porter – Nat King Cole & Me - Seal – Standards - Barbra Streisand – The Music...The Mem'ries...The Magic!                                                      | [ 32 ] |

- ^[I]  el premi només va anar al productor de l'àlbum, no als artistes intèrprets.